# دنیا با تو به پایان می‌رسد
دنیا با تو به پایان می‌رسد (انگلیسی: The World Ends with You) یک بازی نقش‌آفرینی اکشن توسط اسکوئر انیکس و ژوپیتر کورپوریشن برای نینتند و دی‌اس است.